# Oreamnos harringtoni
Az Oreamnos harringtoni az emlősök (Mammalia) osztályának párosujjú patások (Artiodactyla) rendjébe, ezen belül a tülkösszarvúak (Bovidae) családjába és a kecskeformák (Caprinae) alcsaládjába tartozó fosszilis faj.

## Előfordulása
Az Oreamnos harringtoni Észak-Amerika délnyugati részén élt. Pontosan nem tudjuk, hogy mikor jelent meg; a kövületei a késő pleisztocén és a kora holocén korok közé eső rétegekből kerültek elő; a 30 000 és 11 000 évvel ezelőtti időszakban.
A fajt először Chester Stock őslénykutató írta le 1936-ban, illetve nevezte meg a nevadai Smith Creek Cave-nél talált maradványok alapján. Erről a fosszilis kecskéről az 1937-ben, a Bulletin of the Southern California Academy of Science által kiadott „A new mountain goat from the Quaternary of Smith Creek Cave, Nevada” című tanulmányában írt. Később további kövületek kerültek elő Mexikóból, Arizonából, Coloradóból, Nevadából, Utahból és Új-Mexikóból.

## Megjelenése
Ez a faj kisebb volt, mint a mai havasi kecske (Oreamnos americanus), azonban a pofája hosszabb és keskenyebb volt. Szarvai is kisebbek és vékonyabbak voltak a mai fajénál. A megkövesedett Oreamnos harringtoni ürülékek vizsgálatából a kutatók megtudták, hogy az állat késő téltől kora nyárig barlangokat látogatott – valószínűleg a sók és egyéb ásványok nyaldosása miatt –, valamint azt is, hogy főleg fenyőfélékkel és nyírfafélékkel táplálkozhatott.

## Képek

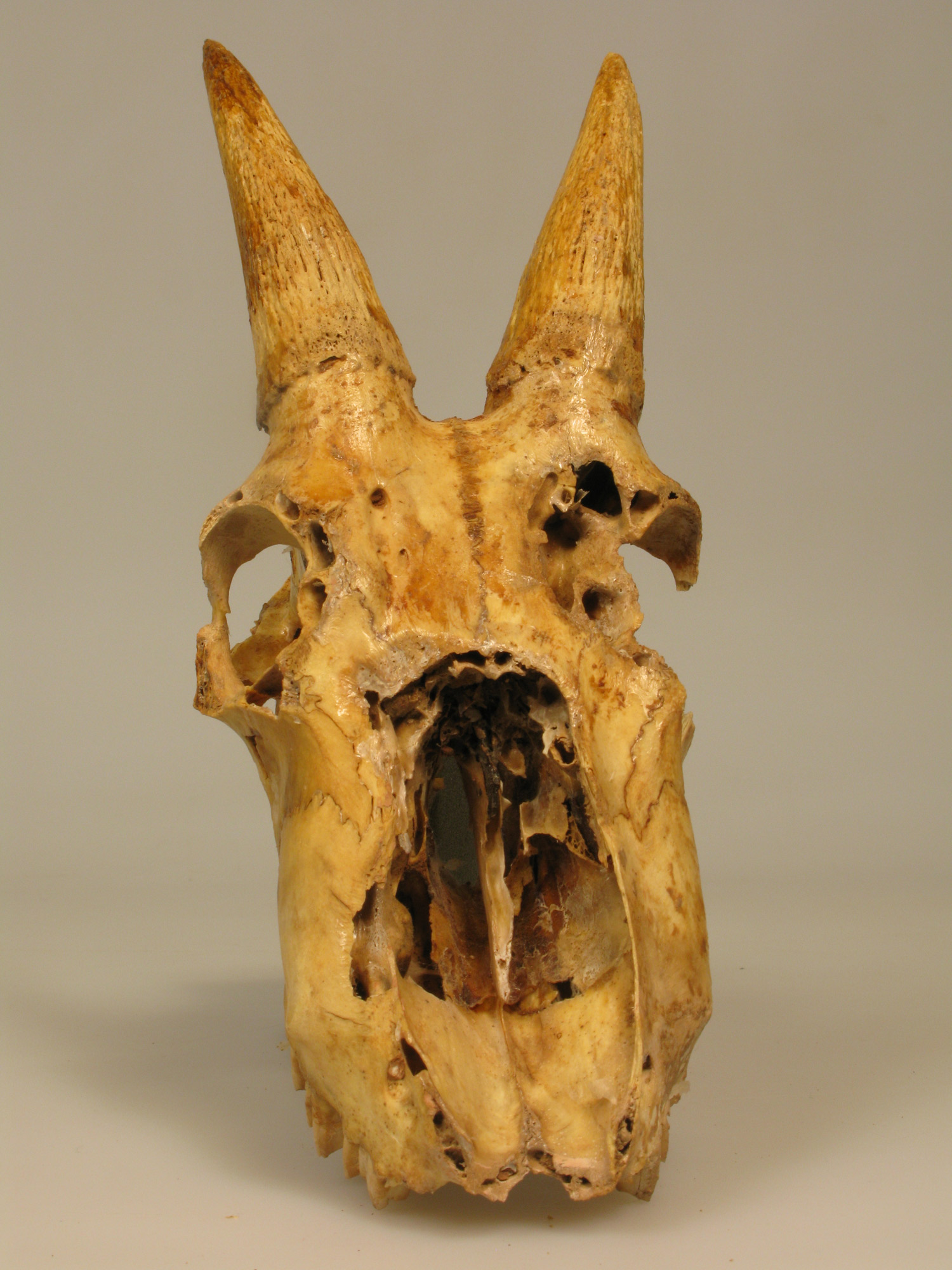
Koponyája szemből
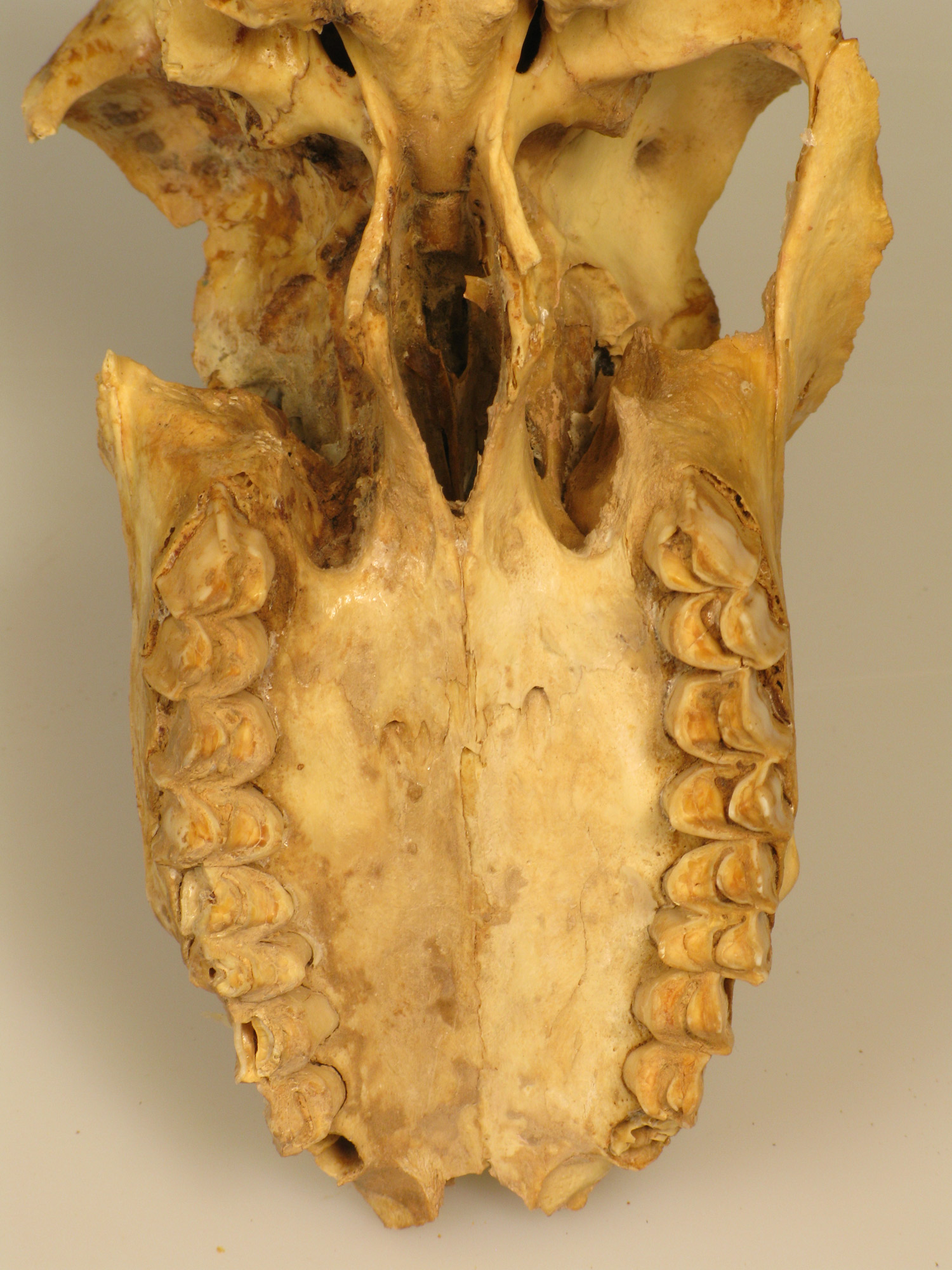
A fogazata

## Fordítás
- Ez a szócikk részben vagy egészben  a   Harrington's mountain goat című angol Wikipédia-szócikk ezen változatának fordításán alapul.  Az eredeti cikk szerkesztőit annak laptörténete sorolja fel. Ez a jelzés csupán a megfogalmazás eredetét és a szerzői jogokat jelzi, nem szolgál a cikkben szereplő információk forrásmegjelöléseként.